# Palmetto Cay
Palmetto Cay är en ö i Belize. Den ligger i distriktet Stann Creek, i den södra delen av landet, 100 km söder om huvudstaden Belmopan.